# 줌 (비디오 게임 기업)
주식회사 줌(ZOOM Inc., 일본어: 株式会社ズーム)은 일본 삿포로시에 위치한 일본의 비디오 게임 기업이다.

## 역사
이 기업은 X68000 시스템용 일부 타이틀을 생산함으로써 시작했으며 이후 다른 콘솔 시스템에도 진출하였다. 1993년 4월, 줌은 이미지니어와 조인트벤처를 설립하였다. 그러나 이미지니어-줌은 저조한 성과로 인해 1995년 1월 해체되었다. 《도럭키》(Dolucky)는 이미지니어가 배급한 가장 저명한 게임 시리즈이다. 이들은 《제로 디바이드》, 《바람의 검심 이신 게키토헨》 등 대전 격투 게임을 일부 제작하였다.